# Ростовский метрополитен
Ростовский метрополитен — планировавшаяся ранее система метрополитена в Ростове-на-Дону. Первые работы по проектированию велись в 1979—1989 годах и были свёрнуты из-за сложного социально-экономического состояния позднего СССР. В 2008 году обсуждение строительства метро были возобновлены, в 2013 году объявлен конкурс на проектирование первой линии, но уже в 2015 году он был отменён.

## История

### Первый проект (1980-е)
Впервые о метро в Ростове заговорили в конце 1960-х. Тогда планировалось организовать скоростное движение по типу метрополитена в наземном варианте по существовавшим железнодорожным путям, что так и не было реализовано.
Население города продолжало расти, и в 1979 году Правительство СССР постановило разработать технико-экономическое обоснование строительства уже подземного метрополитена. Проектированием занимались «Мосгипротранс» и «Армгипротранс». В марте 1980 года на месте проектировавшихся станций начались инженерно-геологические изыскания. Итогом этих работ стали трассы двух линий: с запада на восток города и с севера на юг в Батайск.
В мае 1987 года Совет министров СССР принял постановление о строительстве Ростовского метрополитена. Проект первой линии с запада на восток разработали специалисты из Ереванского «Армгипротранса». Предполагалось построить 9 станций: «Ворошиловская» (пересадочная на вторую линию), «Кировская», «Театральная площадь», «площадь К. Маркса», «площадь Шолохова», «Сельмаш» и электродепо — в составе первой очереди, «Будённовская», «Вокзал», «площадь Дружинников» и далее на запад под проспектом Стачки — в составе второй очереди. Строительство должно было завершиться до 2000 года. Но в 1989 году все работы были остановлены из-за сложной экономической ситуации в стране.

### Второй проект (2010-е)
Вновь к проекту вернулись в начале 2000-х. В 2008 году мэрия создала муниципальное казённое учреждение (МКУ) «Управление Метро Ростова». В мае 2010 года институт ОАО «Метрогипротранс» совместно с ГУП НИиПИ Генплана Москвы подготовили предложения по трассам будущего Ростовского метрополитена на основе проектов 1980-х годов.
21 февраля 2011 года разработанное обоснование инвестиций в строительство метрополитена в Ростове-на-Дону было представлено на рассмотрение в государственную экспертизу и получило положительное заключение. 18 января 2013 года был утверждён проект планировки и межевания территории для размещения первой линии метрополитена.
Стоимость разработки проектной документации 1-го этапа строительства первой линии оценивалась в 2014 году в 945 миллионов рублей (первоначальная сумма — 942 млн рублей). Финансирование проектных работ было заложено в бюджеты города и области на 2013—2016 года с тем, чтобы закончить проектирование в 2015 году и в 2016 году претендовать на финансирование строительства по федеральным программам. Однако конкурс на проектирование был объявлен лишь в декабре 2013 года и срок подачи заявок неоднократно продлевался ввиду отсутствия таковых. В январе 2015 года «Управление Метро Ростова» планировало начать строительство в 2018 году «после стабилизации российской экономики в 2016—2017 годах».
8 июля 2015 года МКУ «Управление Метро Ростова» было реорганизовано путём присоединения к «Дирекции по строительству объектов транспортной инфраструктуры города Ростова-на-Дону» (ДИСОТИ), аналогичная судьба постигла и рабочую группу под председательством мэра города Михаила Чернышёва. Официально причины и последствия реорганизации не сообщались. 30 октября 2015 года был отменён конкурс на проектирование сооружений метрополитена, «Управление Метро Ростова» прекратило существование 10 ноября 2015 года.

## Современное состояние
Летом 2017 года губернатор Ростовской области заявил о планах «реанимации» проекта Ростовского метрополитена, были озвучены идеи частично или полностью наземного метро.
В начале апреля 2019 года губернатор Ростовской области Василий Голубев поручил начать подготовку к строительству метрополитена. Его собирались начать не позднее 2024 года.
25 мая 2019 губернатор Ростовской области Василий Голубев поручил начать проектировать схемы станций метрополитена (либо скоростного трамвая) в середине 2020 года, в тот же день был показан предполагаемый план линий метрополитена (либо скоростного трамвая).
24 июля 2021 года заместитель председателя Правительства Российской Федерации Марат Хуснуллин заявил, что «строить метро в Ростове-на-Дону не планируется». Вместо метрополитена губернатор Василий Голубев инициировал строительство линий скоростного трамвая (штадтбана). В 2023 году началась подготовка к модернизации существующих линий и строительству новых. Первый и второй этапы планируют завершить в 2026 году.
В мае 2025 года руководитель Агентства территориального развития Алексей Санин отметил, что строительство метро в Ростове обойдётся не менее чем в 100 млрд рублей.

## Линии

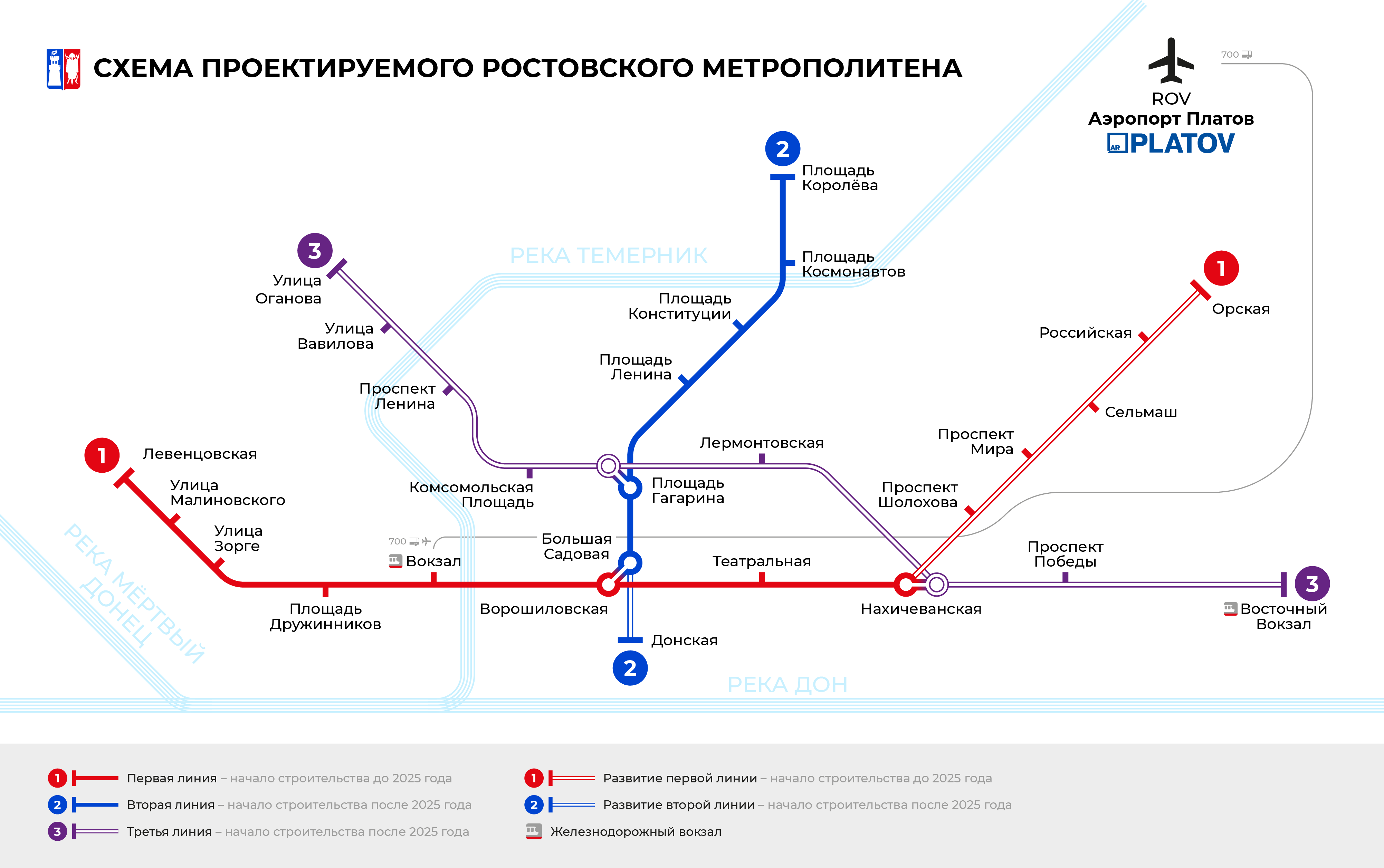
Схема проектируемого Ростовского метрополитена

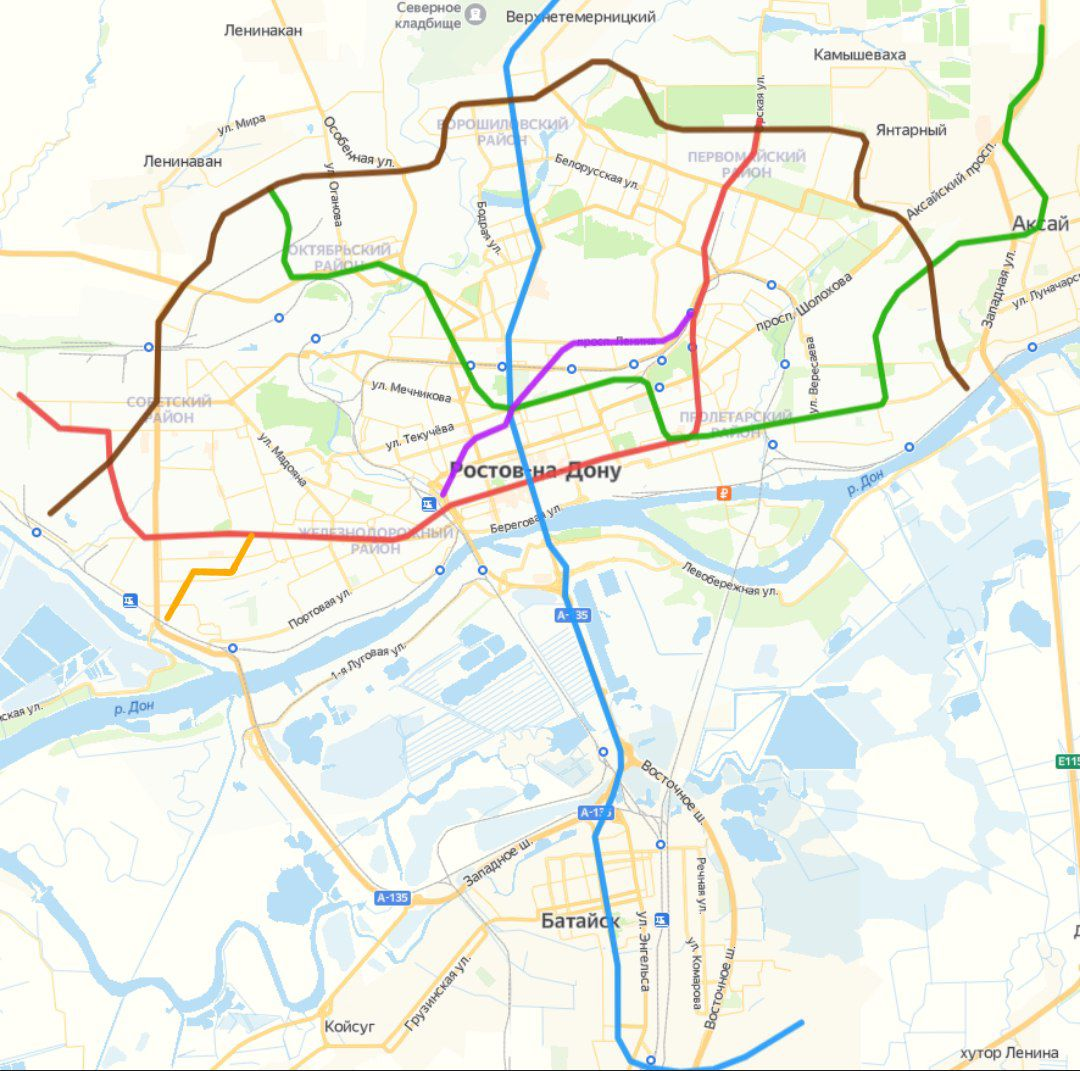
Ростовский метрополитен на карте. Красным цветом обозначена 1 линия, голубым - 2 линия, зелёным - 3 линия, фиолетовым - 4 линия, коричневым - 5 линия и оранжевым - 6 линия

### Первая линия
В мае 2010 года было объявлено[кем?], что первой решено строить линию «Запад — Северо-Восток». Эта линия метро должна была разгрузить страдающий от автомобильных пробок центр города. Первоочередной участок линии запланирован из центра Левенцовского жилого района под проспектом Стачки, пройдёт по 17-метровой эстакаде через железнодорожный вокзал, далее под центральной улицей Ростова — Большой Садовой и продолжится под улицей Советской до площади Карла Маркса. В Левенцовском районе, возле ТЭЦ-2, планируется строительство электродепо для линии. Полная длина участка от станции «Левенцовская» до станции «Нахичеванская» (пл. Карла Маркса) должна составить 16 км. На указанном участке линии намечено 12 станций, её эксплуатационная длина — 15,8 км. Время проезда по линии превысит 17,5 минут.[уточнить] Первый этап строительства должен иметь 8 километров[уточнить] и 5 станций — от станции «Улица Малиновского» до станции «Ворошиловская».
В январе 2013 года стало известно, что планируемая ранее на пересечении Большой Садовой улицы и Будённовского проспекта станция мелкого заложения «Будённовская» не вошла в состав первой линии Ростовского метрополитена.
Стоимость строительства 1-й очереди первой линии предварительно оценивалась в 76,6 миллиардов рублей в ценах по состоянию на 4 квартал 2010 года.
В дальнейшем линию предполагалось продлить на северо-восток в район Сельмаша и на запад далее вглубь Левенцовского района, при этом длина линии достигла бы 22 км с размещением 13 станций.

### Вторая линия
Строительство второй и последующих линий планировалось на период после 2025 года.
Полная строительная длина участка линии «Север-Юг» от станции «Большая Садовая» (на которой предусматривается пересадка на первую линию) до станции «Площадь Королёва» предполагается 9,9 км. Его эксплуатационная длина должна составить 7,8 км, а время проезда по линии — 12,1 минут. На участке планируется разместить 6 станций:
- Станция «Большая Садовая» — глубокого заложения (37 м), предлагается к расположению под Ворошиловским проспектом между улицей Большая Садовая и улицей Пушкинская[23]. Станция запланирована как одна из основных точек пассажирского назначения и отправления, а также как транспортно-пересадочный узел второй линии Ростовского метрополитена на станцию Ворошиловская первой линии и на наземный городской пассажирский транспорт, представленный автобусами и троллейбусами.
- Станция «Площадь Гагарина» — глубокого заложения (41 м), предлагается к расположению под одноимённой площадью. Станция запланирована как один из основных внутренних пересадочных узлов Ростовского метрополитена — между второй, третьей и хордовой линиями[24].
- Станция «Проспект Ленина» — глубокого заложения (38 м), предлагается к расположению под проспектом Нагибина южнее проспекта Ленина[25].
- Станция «Площадь Конституции» — глубокого заложения (38 м), предлагается к расположению под площадью Конституции, вдоль оси проспекта Нагибина в месте его пересечения с улицей Нариманова[26].
- Станция «Площадь Космонавтов» — мелкого заложения (8 м), предлагается к расположению под проспектом Космонавтов севернее одноимённой площади[27].
- Станция «Площадь Королёва» — мелкого заложения (10 м), предлагается к расположению под проспектом Космонавтов севернее площади Королёва[28].

В дальнейшем планируется продление линии на юг через реку Дон в город Батайск и на север на территорию Аксайского района Ростовской области. Полная длина линии должна при этом составить около 14 км с размещением 11 станций.

### Третья линия
Призвана обслуживать Октябрьский и Пролетарский районы города, в перспективе планируется продление линии в город Аксай. Предполагаемая длина линии «Северо-Запад — Восток», с учётом трассы по городу Аксай, составляет около 19 км с размещением 16 станций.

## Метро Ростова-на-Дону в массовой культуре
- Метро Ростова-на-Дону описано в романе Руслана Мельникова «Муранча», вышедшего в серии «Вселенная Метро 2033» в январе 2011 года.
- Фестиваль бардовской песни «Ростовское метро».
- Мифическое Ростовское метро на фестивале уличного искусства «Месторождение». Открытие первой станции произошло 6 мая 2022 года на улице Донской 30.[29] Так же в рамках фестиваля проходившего в 2023 году были добавлены еще две станции.[30]